# Courtland (Minnesota)
Courtland és una població dels Estats Units a l'estat de Minnesota. Segons el cens del 2000 tenia 538 habitants.

## Demografia
Segons el cens del 2000, Courtland tenia 538 habitants, 188 habitatges, i 150 famílies. La densitat de població era de 78,1 habitants per km².
Dels 188 habitatges en un 45,2% hi vivien nens de menys de 18 anys, en un 70,2% hi vivien parelles casades, en un 7,4% dones solteres, i en un 20,2% no eren unitats familiars. En el 17% dels habitatges hi vivien persones soles el 8% de les quals corresponia a persones de 65 anys o més que vivien soles. El nombre mitjà de persones vivint en cada habitatge era de 2,86 i el nombre mitjà de persones que vivien en cada família era de 3,25.
Per edats la població es repartia de la següent manera: un 31,6% tenia menys de 18 anys, un 6,3% entre 18 i 24, un 31,2% entre 25 i 44, un 24,3% de 45 a 60 i un 6,5% 65 anys o més.
L'edat mediana era de 35 anys. Per cada 100 dones de 18 o més anys hi havia 91,7 homes.
La renda mediana per habitatge era de 58.906 $ i la renda mediana per família de 66.184 $. Els homes tenien una renda mediana de 40.000 $ mentre que les dones 30.461 $. La renda per capita de la població era de 23.267 $. Entorn de l'1,4% de les famílies i el 2,6% de la població estaven per davall del llindar de pobresa.

## Poblacions més properes
El següent diagrama mostra les poblacions més properes.